# Combarbalita

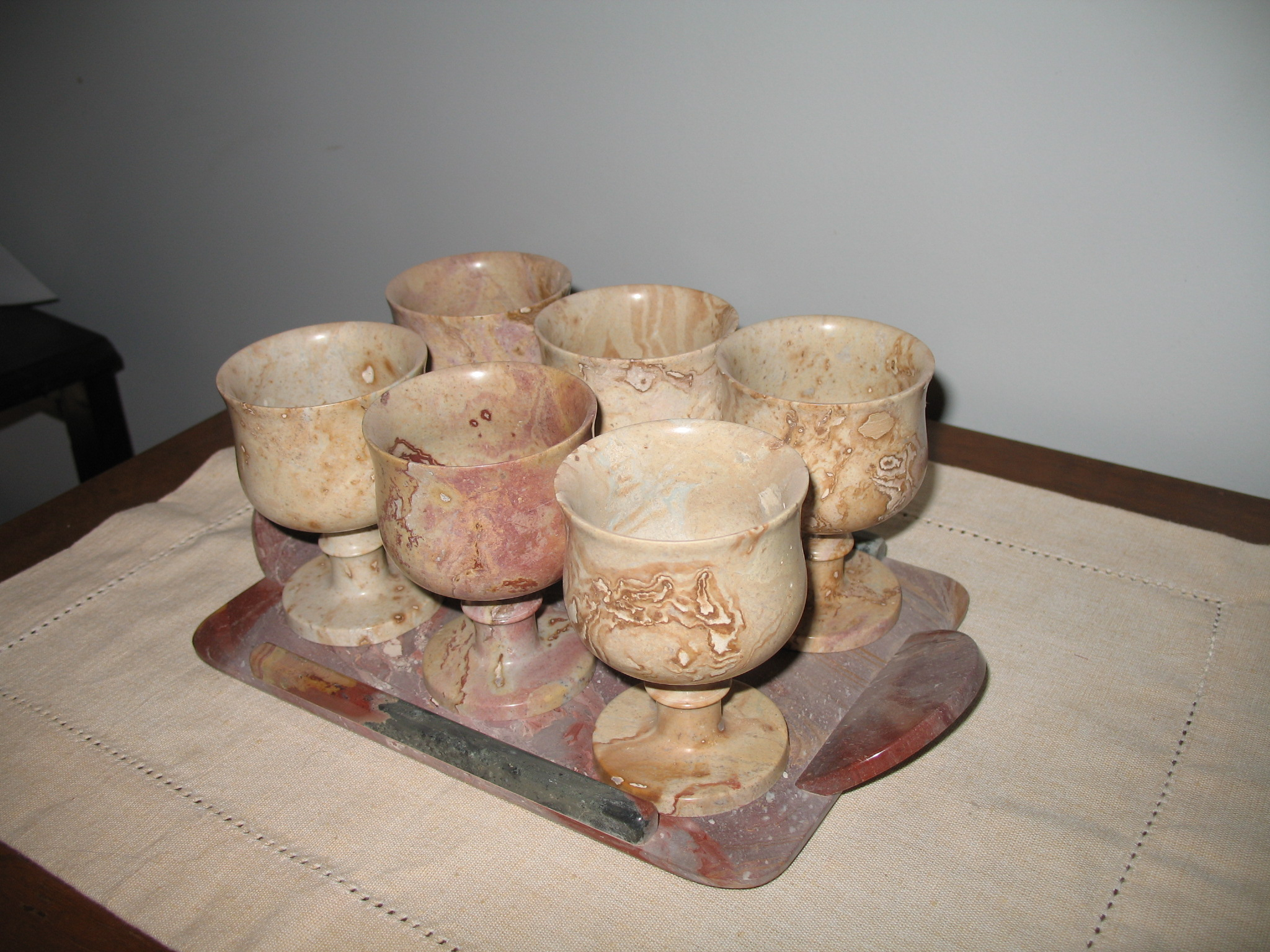
Copas de combarbalita, una de las piedras nacionales de Chile.

La combarbalita es una roca ornamental semipreciosa, producida por una alteración de materiales de origen volcánico ocurrida hace alrededor de ochenta millones de años. Esta roca, artesanalmente explotada desde tiempos prehispánicos, se encuentra en abundancia en la zona de Combarbalá, comuna de la provincia de Limarí, en la región de Coquimbo (Chile).

## Características físicas
Geológicamente, la combarbalita es «una roca volcánica, fuertemente alterada a una mezcla heterogénea de caolinita, natroalunita, sílice y trazas de hematita, en cantidades variables. Presenta coloraciones blancas, pardas rojizas, azules y verdes en distintos tonos, grises y rosadas; un brillo ceroso a graso, un aspecto translúcido a opaco y una dureza aproximada de 2,5 en la escala de Mohs», que varía dependiendo de la mayor o menor cantidad de sílice que contenga.
En la composición de esta roca, también se encuentran presentes minerales —como la arcilla y el cuarzo— y óxidos —como el de cobre y el de plata—, aunque en menor cantidad. 
El color de la piedra varía según el predominio de algunos minerales o asociaciones mineralógicas:
- Caolinita: color blanco.
- Hematita-Caolinita: color rosado marrón.
- Hematita: color rojizo.
- Schlossmacherita: color verde turquesa.

## Uso
Desde tiempos precolombinos, cuando era trabajada por el pueblo diaguita, el principal uso de esta roca ha sido el tallado con fines artesanales.
Tras siglos de labor, el trabajo de los talladores ha hecho que la artesanía en combarbalita llegue a formar parte de la cultura, la historia y las tradiciones chilenas. Los artesanos trabajan con aquella combarbalita que posee una dureza de 2,5*, transformándola mediante el tallado en diversos productos de artesanía e, incluso, grandes esculturas, logrando una variedad de formas, permitiendo lucir desde representaciones de antiguos trapiches de los lavaderos de oro hasta imágenes de iglesias del país. Los trabajos en combarbalita están directamente relacionados con la historia de la ciudad de Combarbalá.

## Honores
Mediante el decreto 252 del Ministerio de Minería, fue declarada «piedra nacional de Chile» el 22 de noviembre de 1993 —el lapislázuli fue oficialmente declarado como tal el 23 de noviembre de 1984—, reconocimiento que destaca tanto las características de esta piedra como toda la estructura humana y material que acompaña a la evolución y generación de su artesanía.